# سالمباتش
سالمباتش (بالفرنسية: Salmbach)‏ هي بلدية تقع في إقليم الراين الأسفل من منطقة ألزاس في شمال شرق فرنسا. تبلغ مساحة هذه المدينة 8.91 (كم²)، يبلغ عدد سكانها 590 نسمة حسب إحصاء المعهد الوطني للإحصاء والدراسات الاقتصادية سنة 2009 م. وترأس Jacques Weigel البلدية خلال فترة (2001 - 2008).

## معرض صور

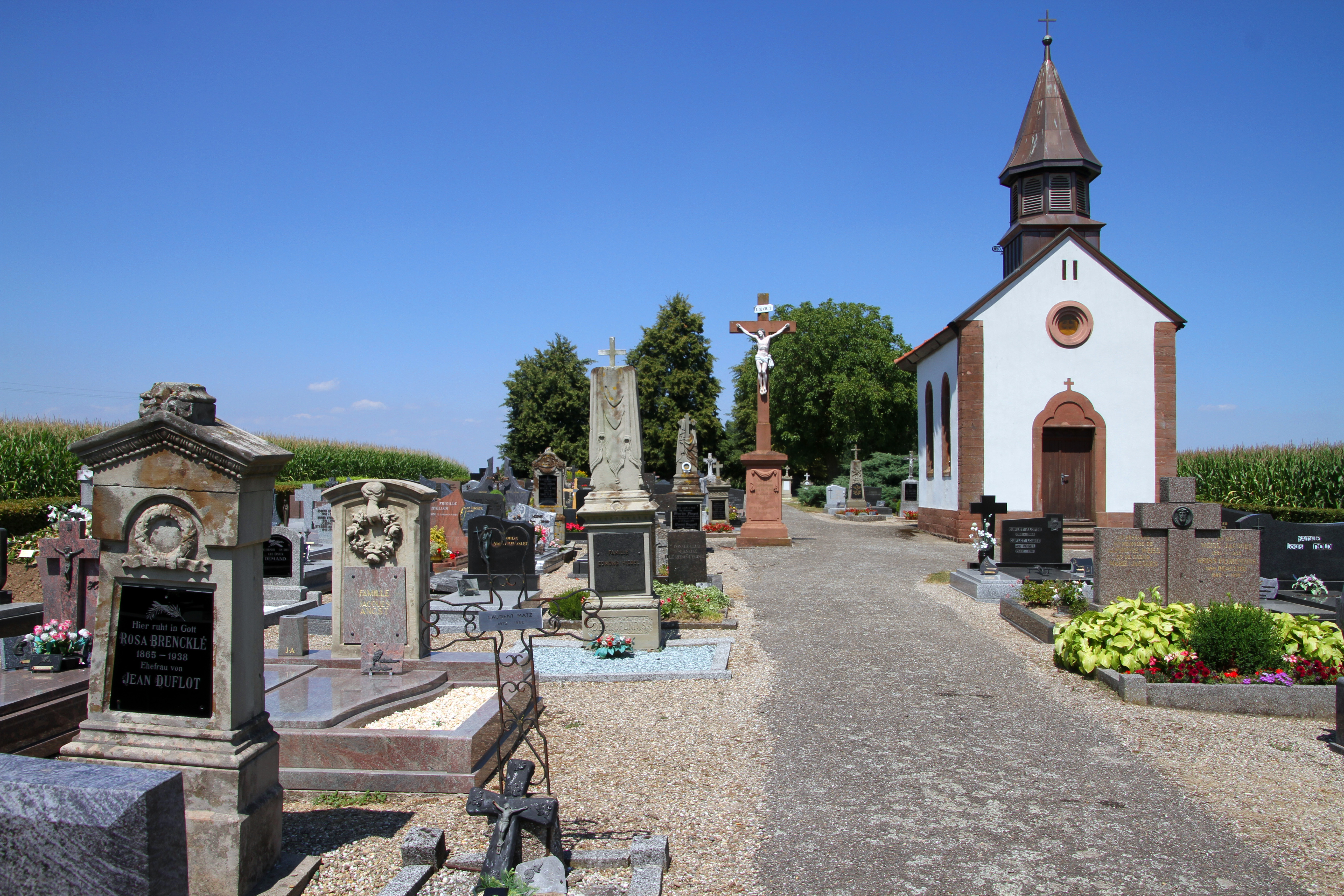
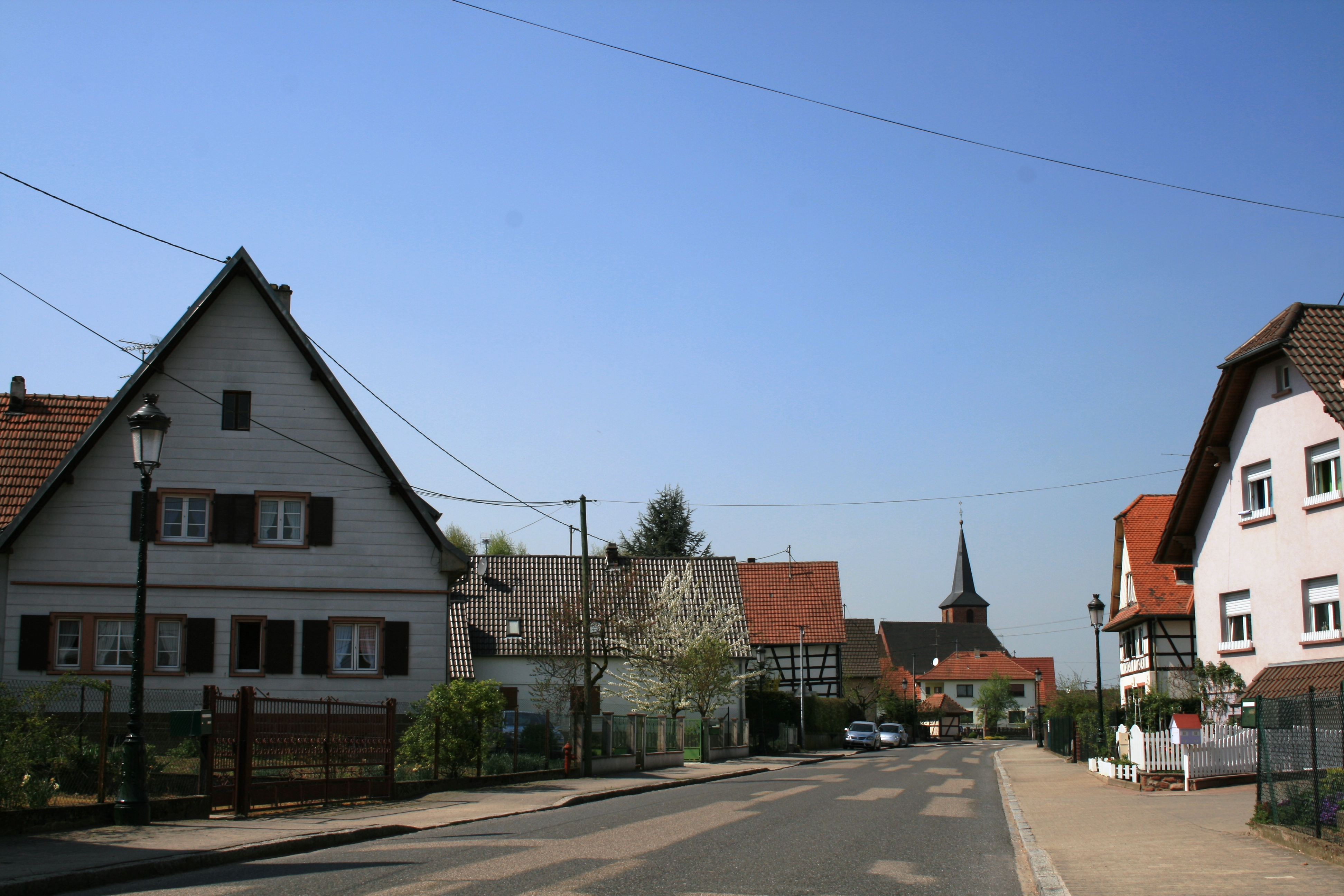
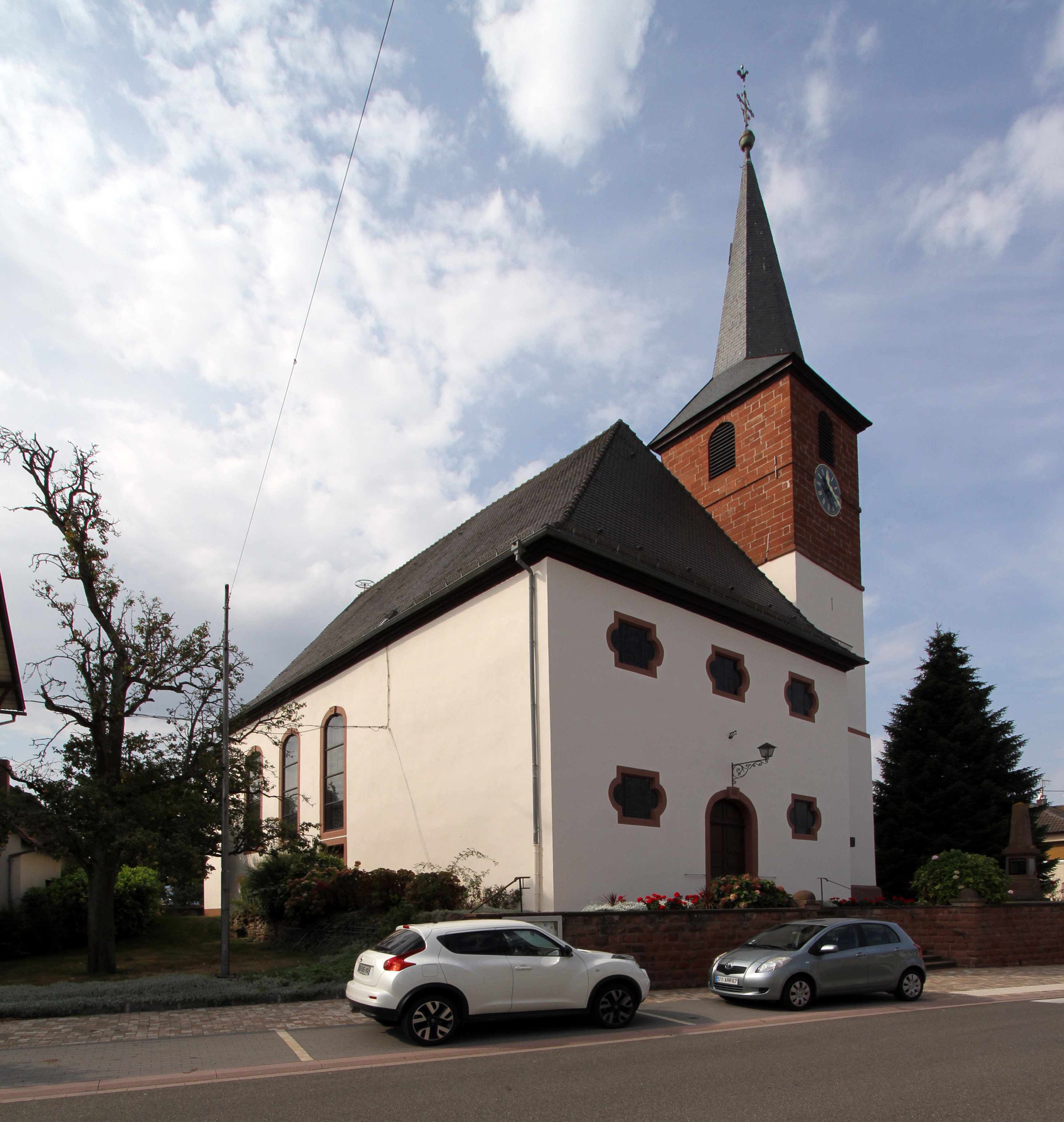
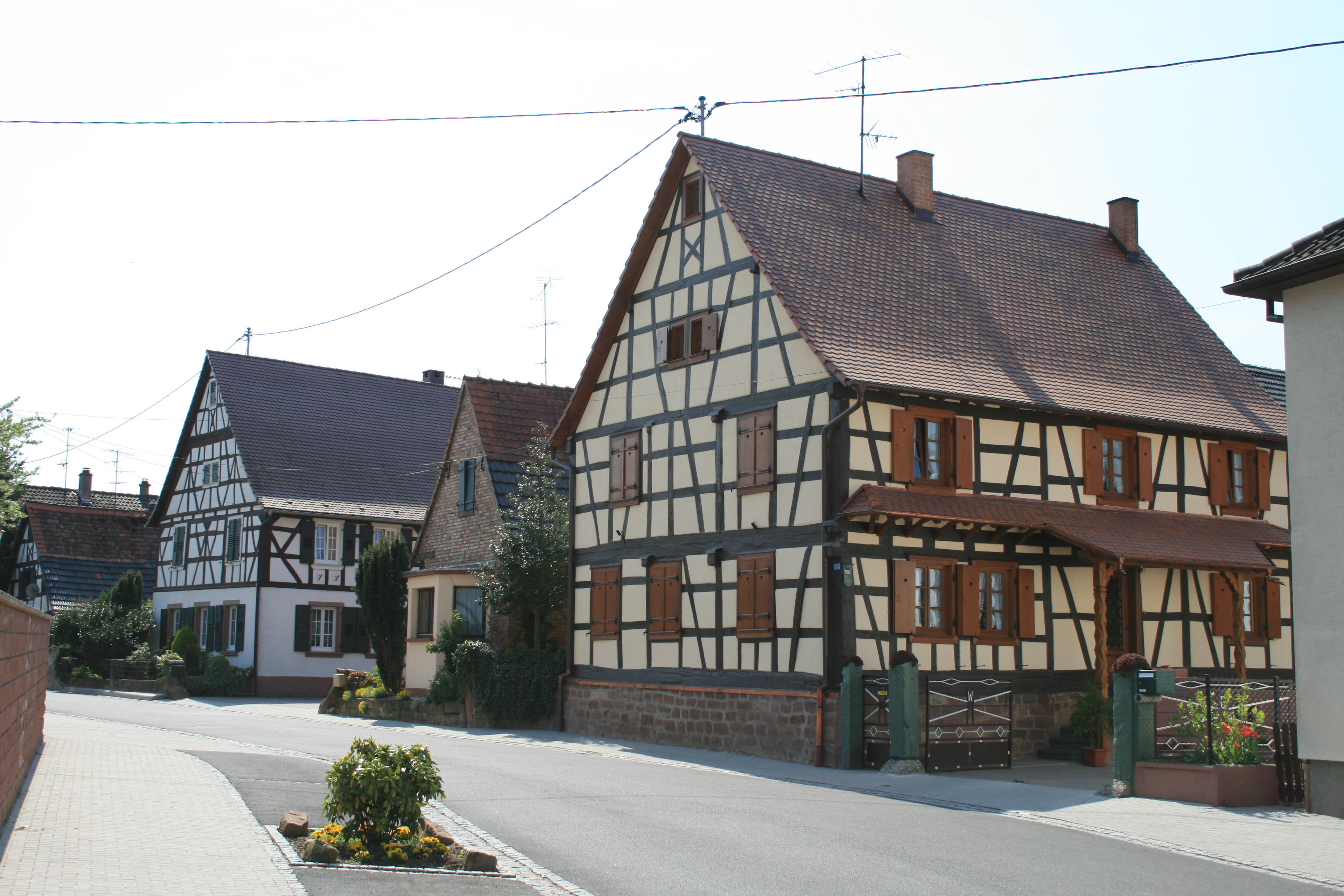

## وصلات خارجية
- صفحة البلدية على موقع المعهد الوطني للإحصاء والدراسات الاقتصادية (بالفرنسية)